# Петров, Сократ Германович
Сократ Германович Петров (5 апреля 1937, Ленинград — 29 января 2001, Санкт-Петербург) — советский и российский хозяйственный, государственный и политический деятель.

## Биография
Родился 5 апреля 1937 года в Ленинграде. Член КПСС.
Житель блокадного Ленинграда. В марте 1942 года эвакуирован из Ленинграда в Омск.
В 1959 году поступил на работу на Ленинградский химический завод лаков и красок. Работал в качестве мастера, заместителя начальника цеха, начальника участка. Избран секретарем парткома в Ленинградском производственном объединении «Лакокраска». В 1967 году окончил Технологический институт.
После окончания института занимал ряд должностей в административной системе Ленинграда. Возглавлял отдел тяжелого машиностроения в Ленинградском обкоме, был первым секретарем Красногвардейского райкома.
В 1988-1990 годах был вторым секретарем Ленинградского горкома. В 1990 году стал председателем Ленинградского областного комитета народного контроля, в 1991 году - заместителем председателя Исполкома Ленинградского областного Совета народных депутатов. В 1991-1994 годах возглавлял ряд коммерческих структур.
В 1997-2000 годах занимал должность заместителя председателя Санкт-Петербургского банка Сбербанка России. Курировал работу управления кассовых операций и инкассации, а также управления строительства и развития материально-технической базы.
Член Ленинградского добровольного союза «Дети блокады-900».
Делегат XXVI съезда КПСС и XIX партконференции.

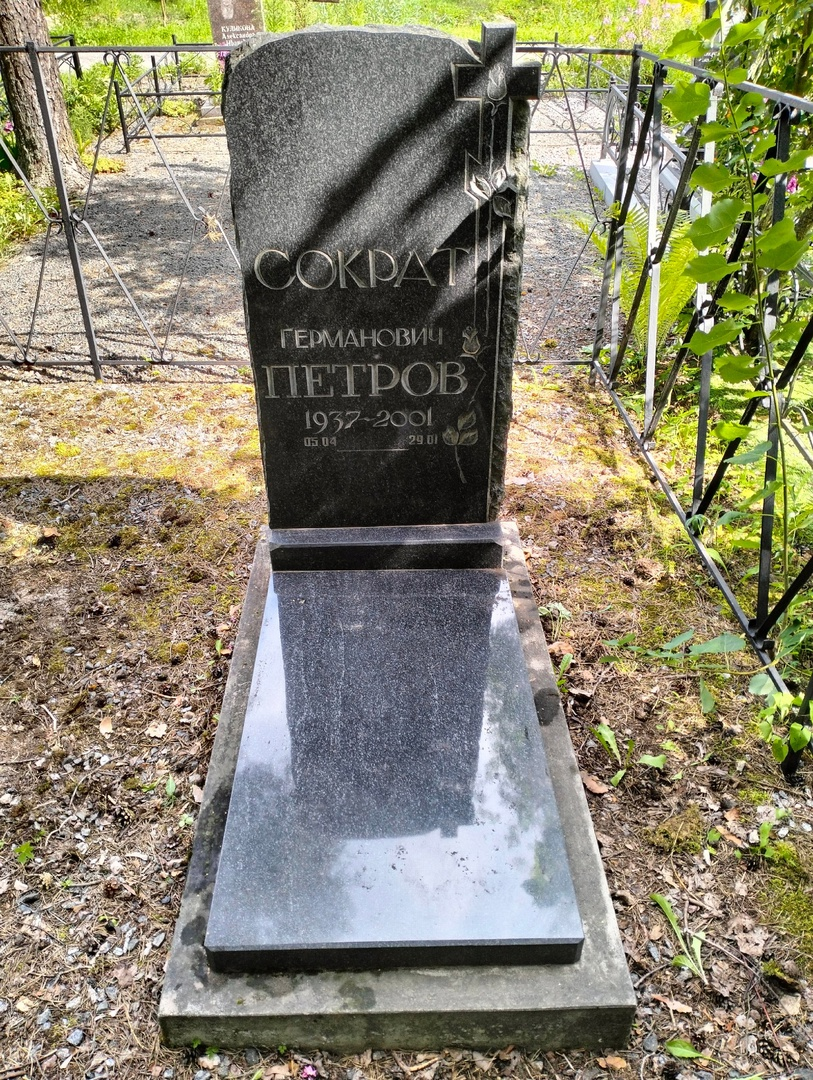
Могила С.Г. Петрова (пос. Тайцы, Ленобласть)

Скончался 29 января 2001 года в Санкт-Петербурге. Похоронен в пос. Тайцы (Ленинградская область). 

## Личная жизнь
С 1962 года женат на Петровой Нэлли Васильевне (урожд. Андреева). Двое детей.